# Архітектура Нідерландів

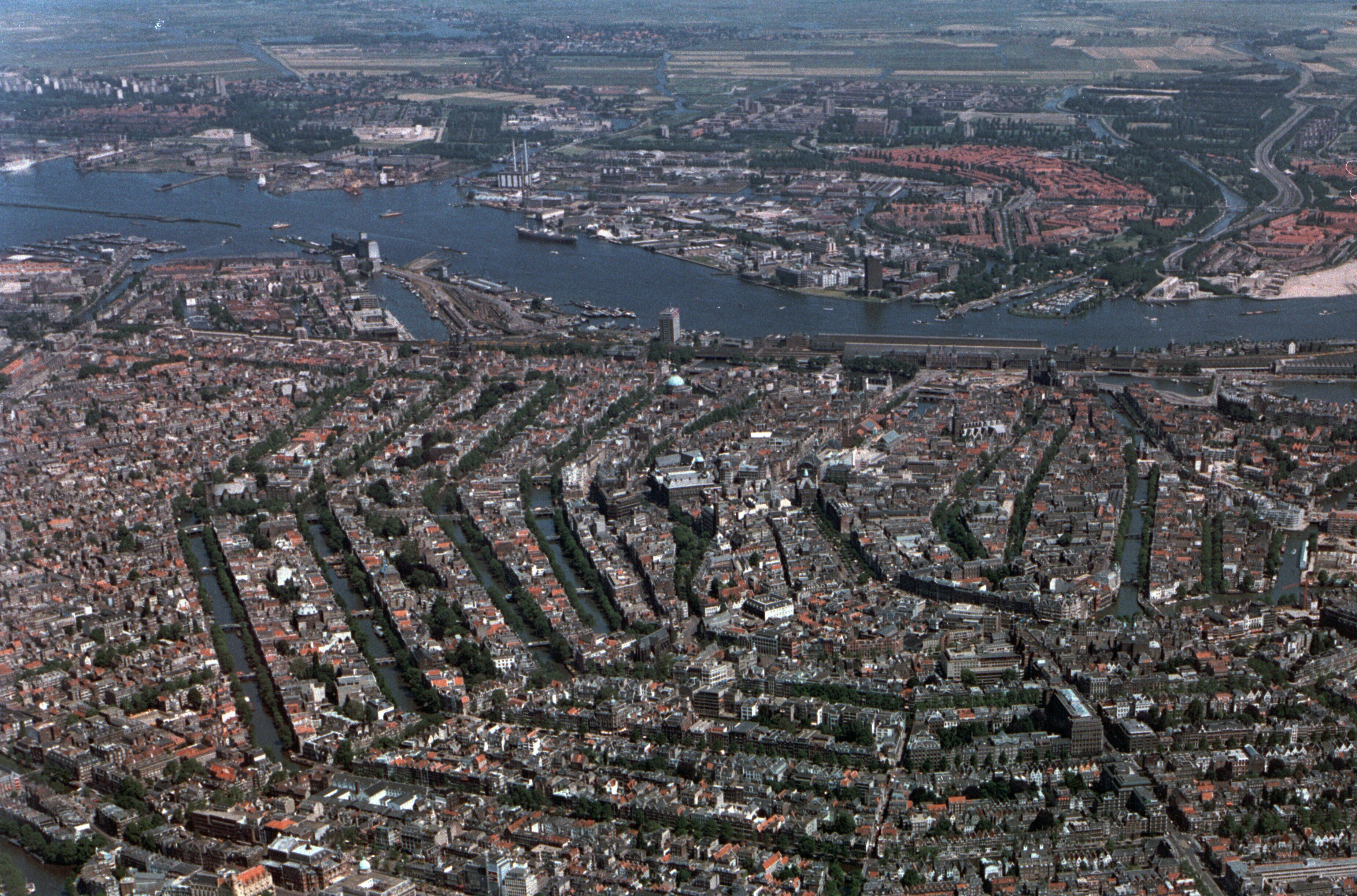
Канали Амстердама (XVII століття) і в наш час лишаються одним з найграндіозніших містобудівних проектів у архітектурі Нідерландів

Архітектура Нідерландів (нід. Nederlandse Architectuur) — розвиток архітектури на території сучасної західно-європейської держави Нідерланди як складова мистецтва Нідерландів, що сформувався і активно тривав у 2-му тисячолітті н.е., пройшовши у тому чи іншому ступені всі етапи європейської архітектури, а також багато в чому впливав на загальноєвропейський розвиток житлового і промислового зодчества.
Однозначної відповіді щодо визначення нідерландського національного стилю в архітектурі немає, але безперечним лишається факт, що саме нідерландська готика має найбільшу історичну тяглість на території країни, її найбільше використовували будівничі-шукачі і послідовники історизму і XIX столітті; своєрідними на нідерландських землях були ренесанс і класицизм. Так, вважається, що період найвищого розвитку архітектури Нідерландів збігся з політичним тріумфом держави — так завана «золота доба» Республіки Об'єднаних провінцій, і зокрема XVII століття, коли у країні активно розбудовувалися міста, здійснювалися амбітні містобудівні проекти, зокрема будувалися численні канали, як у Амстердамі (див. канали Амстердама), тоді ж у країні творили відомі місцеві архітектори, багато в чому у цей час були визначні сучасні архітектурні обличчя нідерландських міст. Архітектура Нідерландів ХХ століття — це творчі пошуки, оригінальність, новаторство, нерідко у світовому масштабі.  

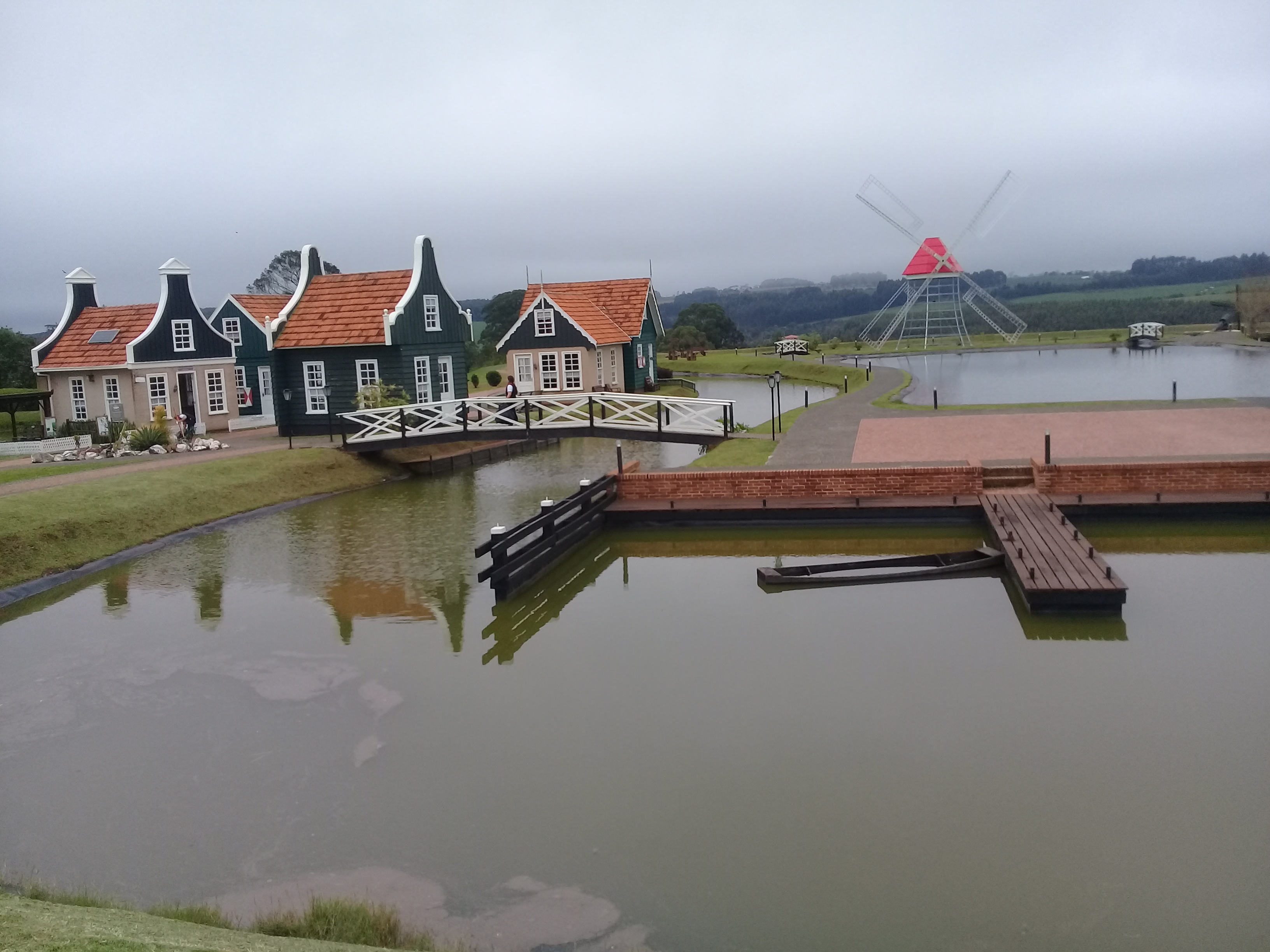
Вид на фасад історичного парку Карамбе та будинки в голландській архітектурі ліворуч

## Розмежування понять і загальні характеристики
Будучи частиною мистецтва Нідерландів, архітектура країни має спільну історію з цією художньою школою. У цьому зв'язку варто розмежувати поняття архітектура Нідерландів і нідерландська архітектура. Перше поняття має синонімічну заміну — голландська архітектура, друге ж поняття є значно ширшим, адже нідерландська архітектура за Середньовіччя розвивалася на території Нідерландів історичних. Аж до Нідерландської революції XVI століття художні, зокрема і архітектурні, школи голландська і фламандська (див. Архітектура Бельгії) розвивалися спільно, потому — як окремі. Хоча, безперечно, основи відмінностей у архітектурі Нідерландів та Бельгії були закладені якраз саме у Середньовіччя.

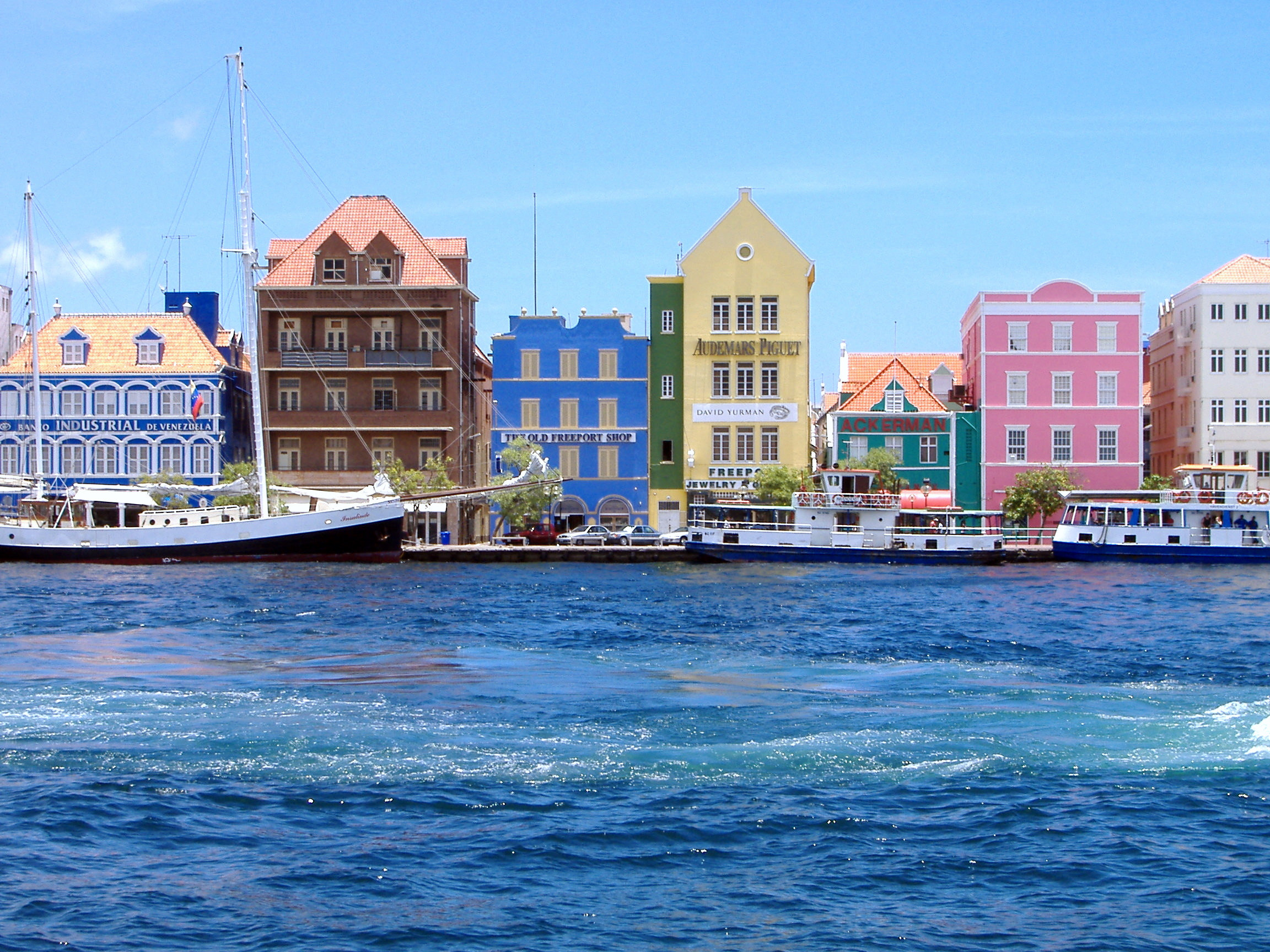
Архітектура Віллемстада — оригінальне «прочитання на місці» нідерландської архітектури

Серед чинників, що зумовлювали ці процеси, — як суто об'єктивні (географічне розташування, різні природні умови, близькість до впливів сусідніх держав тощо), так і суб'єктивні (різниці в розвитку освітніх осередків, наявність архітекторів і будівничих шкіл тощо). Крім того, географічно Нідерландами нідерландська архітектура не обмежувалась і після утворення Республіки Об'єднаних провінцій, адже будучи колоніальною метрополією, Нідерланди насаджували свої адміністрацію, культуру, мову, і архітекуру в тому числі в колоніях, зокрема, у великих колоніальних осередках Індонезії, на ряді Карибських островів — до прикладу, історичне ядро Віллемстада на Кюрасао, що являє дивовижно яскраве «прочитання на місці» нідерландської архітектури, саме завдяки оригінальності занесено до Світової спадщини ЮНЕСКО.

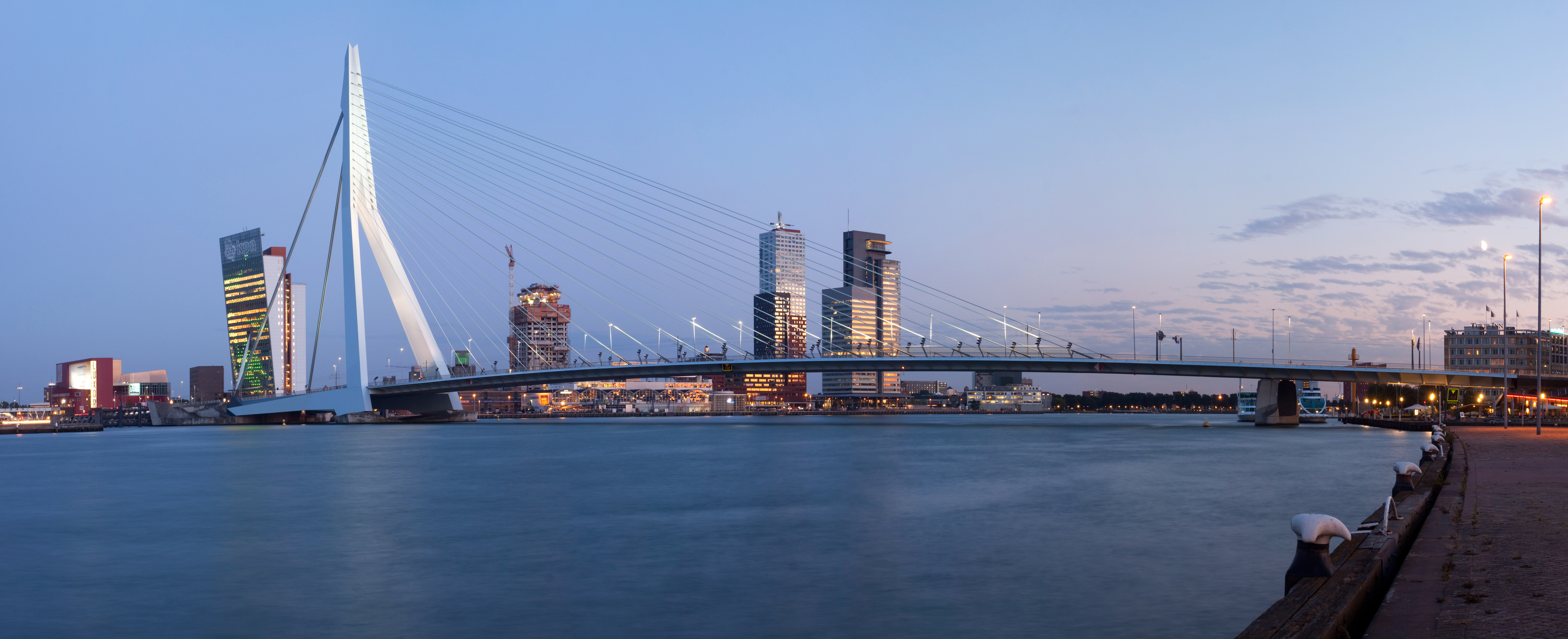
Роттердам (жовтень 2009) — сучасна «архітектурна столиця» Нідерландів. На передньому плані — Міст Еразма

До загальних характеристик архітектури Нідерландів, що притаманні їй протягом всієї історії належать її відкритість і здатність абсорбувати іноземний досвід і випрацьовувати власний стиль. Безперечно, на розвиток зодчества на території сучасних Нідерландів мали величезний вплив рання урбанізація, висока (історично одна з найвищих у світі) щільінсть населення і постійна боротьба за землю (осушування земель, будівництво каналів); також на архітектуру впливав загальний історичний розвиток — війни, іноземне панування, Реформація, економічні піднесення і стагнації.
До сутнісних характеристик архітектури Нідерландів у ХХ столітті додалося її новаторство — серед сучасних нідерландських архітекторів не лише послідовники, а в першу чергу зачинателі, теоретики і провідники таких сучасних мистецьких, і в тому числі архітектурних течій, як функціоналізму («міжнародний стиль»), деконструктивізму, неопластицизму.

## Доготика, готика і «пломеніюча» готика
На території Нідерландів збереглися мегалітичні споруди доби неоліту, кельтське поселення (1-е тис. до н. е., давньоримські будівлі (І—ІІІ ст.ст.). 

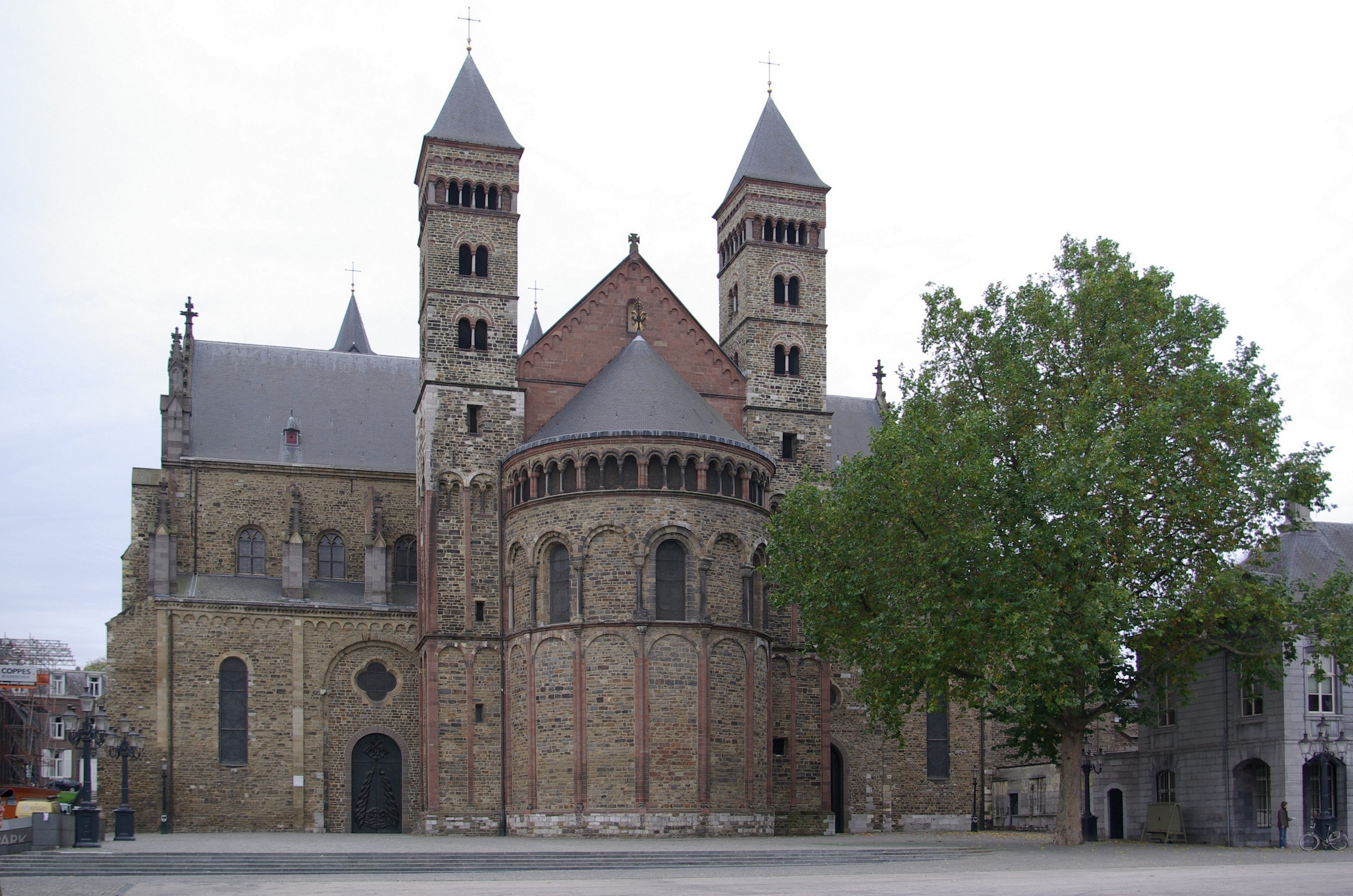
Базиліка святого Серватія, Маастрихт

Від часів панування Каролінгів на території історичних Нідерландів почали виникати і будуватися міста. У них у період так званого «Каролінзького Відродження» зводили церкви-базиліки — наприклад, Базиліка святого Серватія в Маастрихті (Х—XVI ст.ст.), що є найстарішим діючим храмом Нідерландів і рідкісним взірцем романського стилю; рідше зводили центричні капели (капела палацу Валкгоф у Неймегені, що походить, імовірно, з VIII—ІХ ст.ст., нинішній вигляд — ХІ ст.). Романський стиль, що складався під впливом рейнських областей, Ломбардії та Північної Франції, панував на Нижніх землях у ХІ — у середині ХІІІ століттях. Центрами його були долини річок Маасу — тобто прикордоння сучасних Нідерландів і Бельгії.
У ХІІІ столітті архітектурними центрами стали також Брабант, приморська Фландрія. Оздоблення храмів (за французькими зразками) характеризувалося символічністю змісту, умовністю форми (капітелі церков у Маастрихті, на межі ХІІ—ХІІІ ст.ст.).

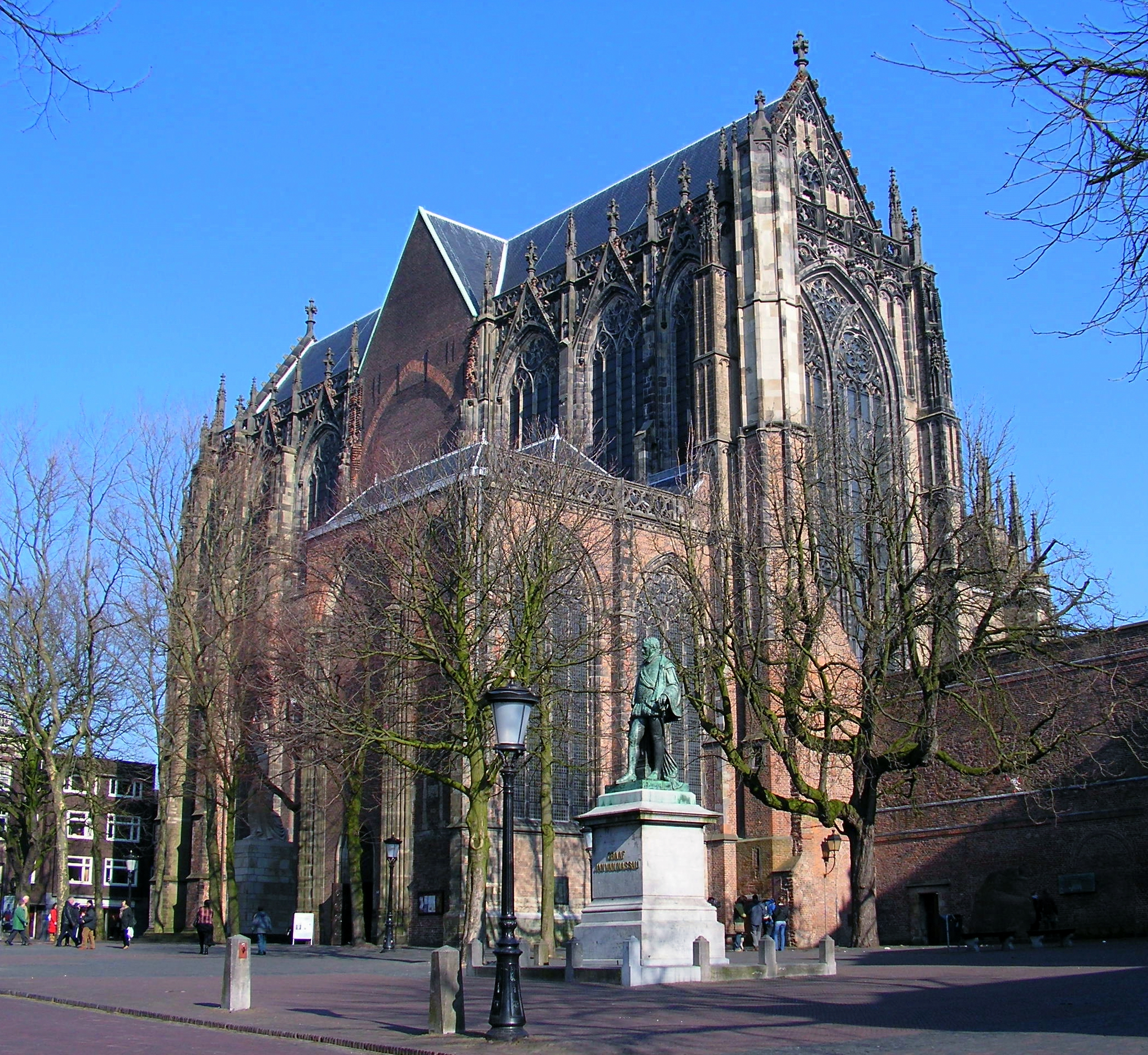
Утрехтський собор (ХІІІ—XVI ст.ст.) — перший і тривалий час єдиний кафедральний у Нідерландах

У ХІІІ—XV століттях виросли міста навколо замків і ринкових площ з будинками гільдій і цехів, міською вежею і ратушею; переважало радіально-кільцеве планування. Будувалися міські мури з потужними вежами та брамою, укріплені мости, дерев'яні, фахверкові і муровані будинки з вузькими фасадами, зазвичай у декілька (найчастіше 3) поверхи з фронтонами, нерідко досить багато оформленими. Скупість і традиційність планування з одного боку, багате оздоблення і складний декор з іншого виразно свідчили про поєднання рис романського стилю і готики. Однак панівною в нідерландських містах невідворотно ставала готика (замок Ріддерзал, Гаага, ХІІІ ст.; Аудекерк, Делфт, XIII—XIV ст.ст.). У Північних Нідерландах з їх болотистими ґрунтами і браком природного каменю дістала значний розвиток так звана «цегляна готика», були розроблені полегшені покриття, у тому числі дерев'яні склепіння (Сінт-Якобскерк, Гаага; Аудекерк, Амстердам, обидві — XIV—XVI ст.ст.).
У XIV — 1-й третині XVI століття зводились зальні церкви (Утрехтський собор, ХІІІ—XVI ст.ст.). Водночас на півдні сучасних Нідерландів — у Брабанті розквітнула пізня, «пломеніюча» готика, яка все-таки є більш притаманною для Бельгії, у Нідерландах же вона представлена поодинокими зразками в Алкмарі, Мідделбурзі (Мідделбурзька ратуша, 1452—1520, архітектори — сім'я Келдермансів, відоміша за творчістю у Бельгії) тощо. По суті пломеніюча готика свідчила про настання Відродження у нідерландській архітектурі.

## Нідерландські Відродження і класицизм (1500—1800)
У XVI столітті з Італії та Франції в архітектуру Нідерландів проникають класичні принципи Відродження, нідерландські архітектори починають здобувати професійну освіту, писати теоретичні твори. Першим нідерландським теоретиком архітектури був живописець і гравер Пітер Кук ван Альстом (1502-1550). Йому належать переклади Вітрувія (видані в 1539 р.) і трактатів Серліо (1540-ві рр.).

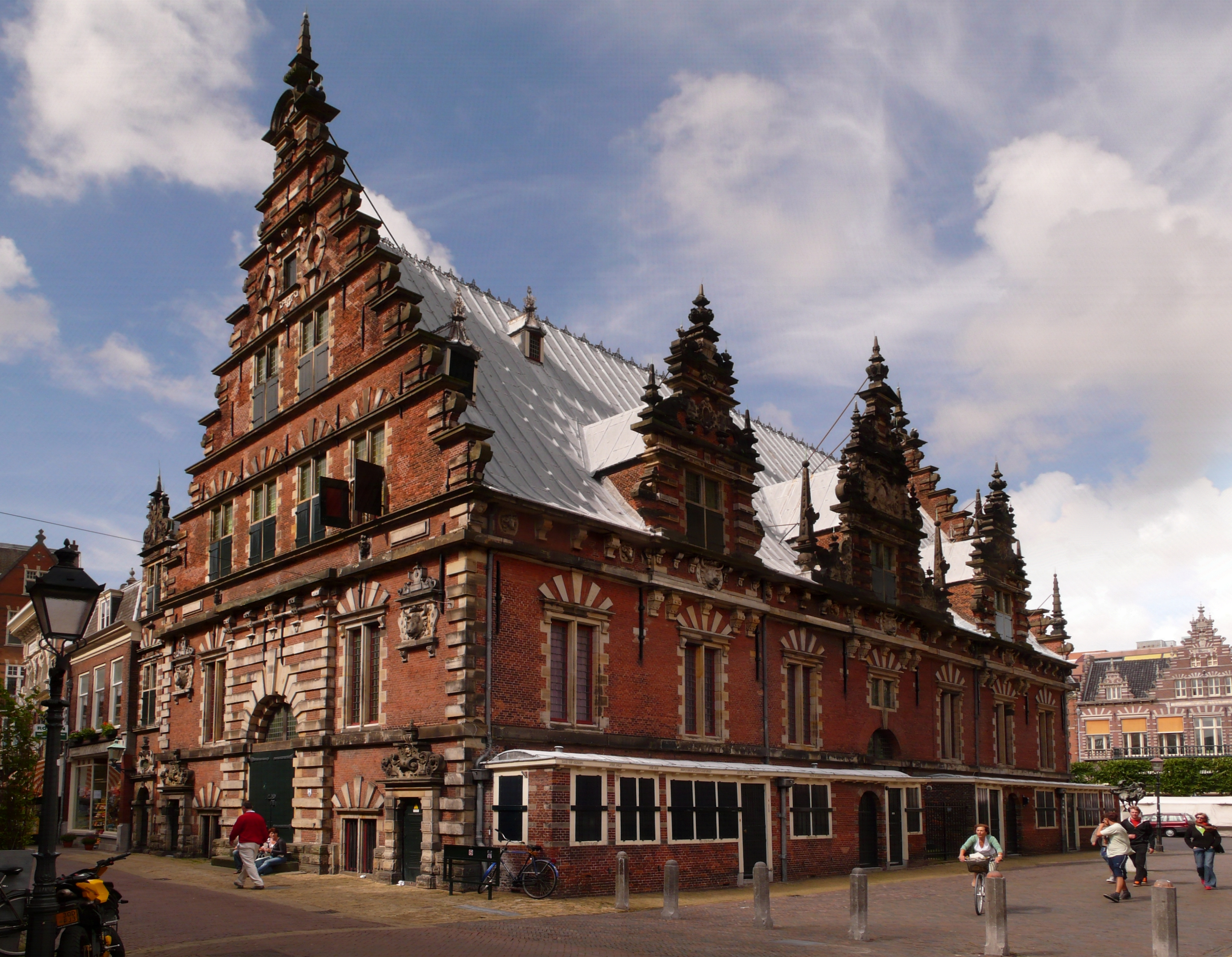
«М'ясні ряди», Гарлем, ~1600 (де Кей)

Цікаво, що це переймання (не запозичення) ренесансного мистецтва, в тому числі й у архітектурі, було опосередкованим, адже італійці чи французи, як скажімо у Німеччині, не працювали в нідерландських містах, тобто абсорбація нового відбувалась на місцевому ґрунті силами місцевих же будівничих, що неминуче вело до трансформації архітектурних форм італійського Ренесансу в нідерландській архітектурі. Форми ці, які сприймаються ззовні і ґрунтовно переробляються, використовувалися для декоративного оздоблення, не зачіпаючи старої, звичної готичної конструкції будівель. Ордерні елементи, ренесансні тяги, карнизи наносилися на звичайні, по суті середньовічні, будівлі, результатом чого стала значна зміна «класичних» пропорцій. Дуже високі фронтони будівель зберігали ступінчасту форму, на фасадах, як і раніше виділялися еркери. Типовими в цьому відношенні є численні будівлі ратуш, цехів, купецьких корпорацій, вагів тощо
На архітектуру Нідерландів цього періоду так званого північного (або нідерландського) Відродження значно вплинули зовнішні і внутрішні політичні, економічні і релігійні чинники. Так, піднесення економічне і політичне вело до збагачення і зростання нідерландських міст, їхньої розбудови, і першу чергу, будівництво світських споруд (ратуші, склади, торгові ряди тощо), відособлення національних мистецьких, зокрема і архітектурних традицій; Реформація призвела до зведення нових — протестантських храмів, які вже не несли в собі значний готичний елемент, а були ренесансними (Зюдеркерк, Амстердам, 1603—11, перша реформістська церква у місті; арх. Г. де Кейзер).
У світських спорудах цього часу був створений новий, дуже мальовничий стиль, де все-таки готична традиційна основа-структура поєднувалася (коли органічно, коли не дуже) з величезною кількістю ренесансних архітектурних мотивів. У окремих місцях склалась традиція цегляної кладки (М'ясні ряди, Гарлем, бл. 1600), в тому числі з білокамінними класичними деталями (Будівля міських ваг, Алкмар, 1582—99; міська канцелярія, Лейварден).

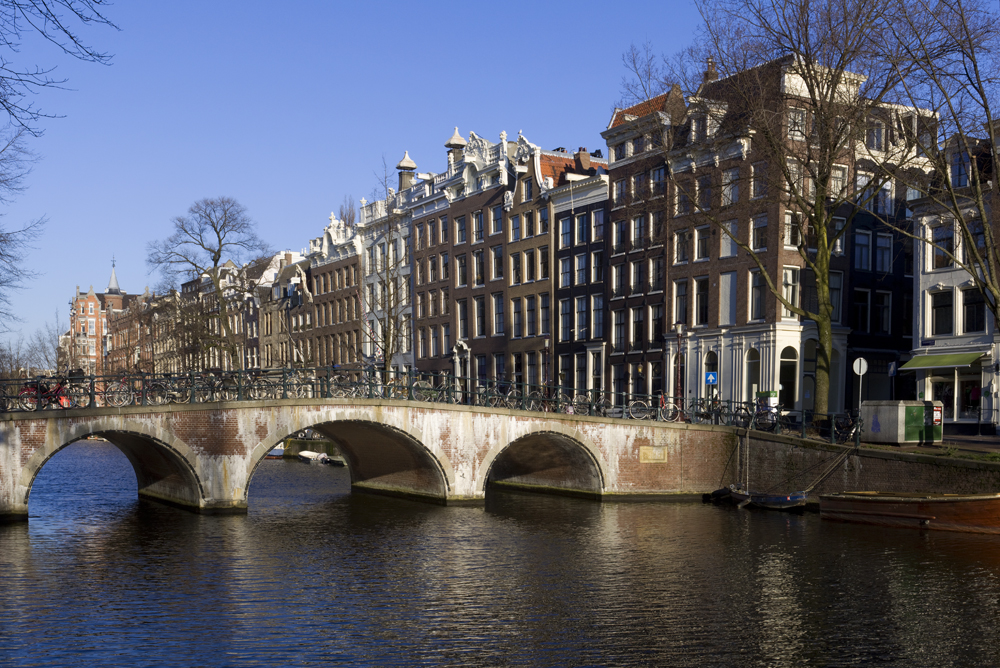
Забудова XVII—XVIII ст.ст. на каналі Кейзерсграхті, Амстердам

Видатними архітекторами Голландії, які творили у цей період були Якоб ван Кампен (Jacob van Campen, 1595-1657), Лівен де Кей (Lieven de Key, бл. 1560-1627) та Гендрік де Кейзер (Hendrik de Keyser, 1565-1621). Загалом нідерландська архітектура Ренесансу мала значний вплив на зодчество інших країн, передусім Німеччини та Англії.
XVII століття стало також періодом розробки і зведення численних каналів у нідерландських містах (див. Канали Амстердама) — як з метою осушення земель, захисту, так і у транспортних цілях. По берегах каналів у XVII—XVIII століттях активно будувалися й реконструювалися будинки купців і заможних бюргерів. 

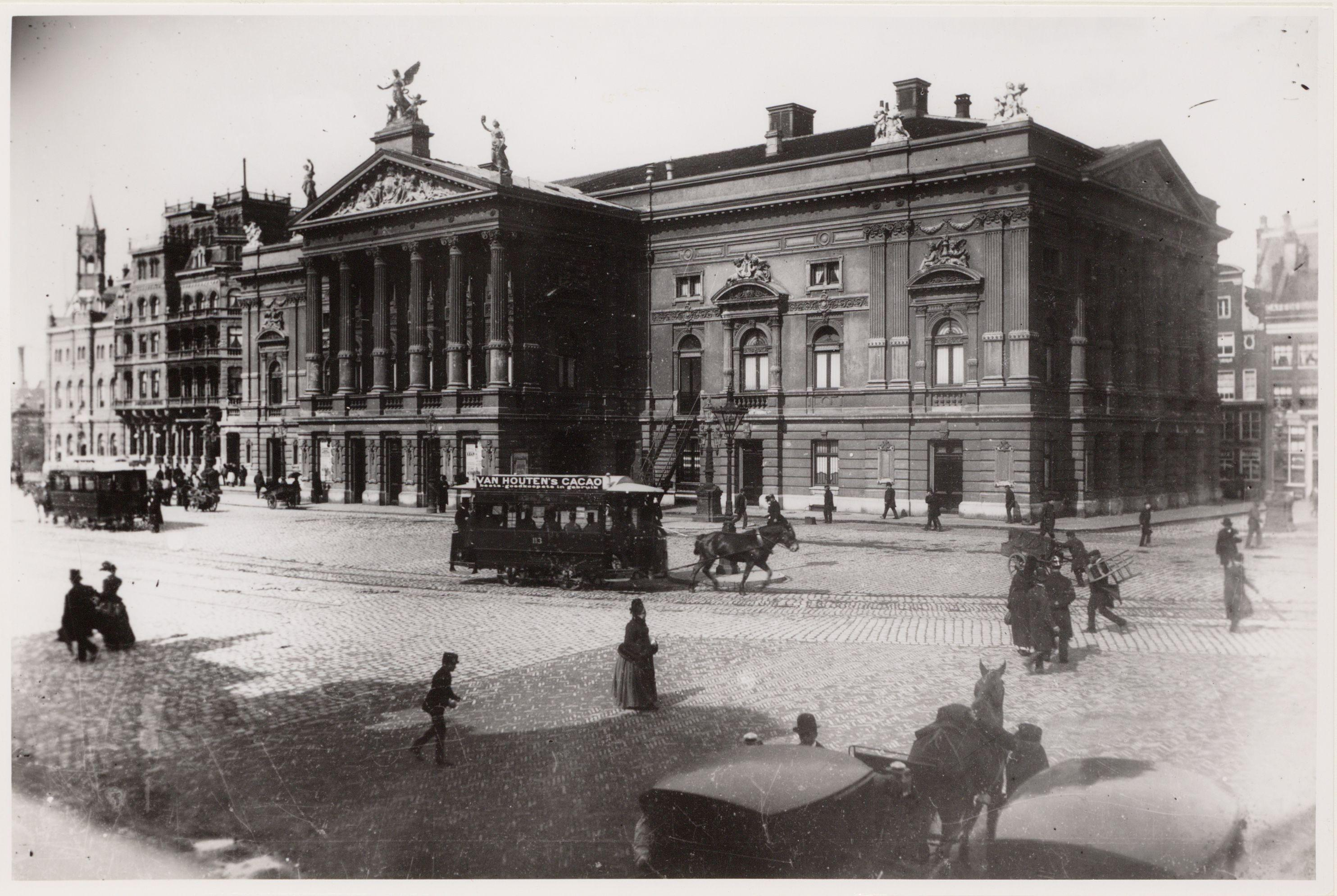
Вигляд класицистичної будівлі Амстердамського театру, бл. 1885 (згоріла у 1892 році й була перебудована)

У цей період у Нідерландах відчутним стало проникнення європейського (французького) класицизму як у громадській і житловій, так і сакральній архітектурі — від перехідних форм до чистого наслідування (Амстердамська ратуша, 1648—55, арх. Я. ван Кампен; Нівекерк, Гаага, 1649—56; палац Гюгетан, Гаага, 1734—36, арх. Д. Маро; зведення класичної будівлі театру Стадссхаубюрг в Амстердамі, 1770-ті).

## XIX століття: віднайдення національного стилю
Хоча традиційно XIX століття у нідерландській архітектурі мистецтвознацями позначається як «прохідне» і час, коли не створювались визначні архітектурні пам'ятки, насправді стверджувати це однозначно було б абсолютно помилковим.
Адже, як і більшість історичних європейських міст, нідерландські завдячують у великій мірі своєму архітектурному обличчю саме діяльності будівничих XIX століття. Це був час, коли активно зростали міста, розвивалась промисловість (закладені основи промдизайну), відбувалось культурне і освітнє піднесення (будувались і реконструювались міські осередки культури — музеї, театри, публічні бібліотеки). Загальноєвропейський романтизм, пустивши коріння і в Нідерландах, у царині архітектури видав на гора яскравий і відчутний результат — був визначений нідерландський національний стиль. 

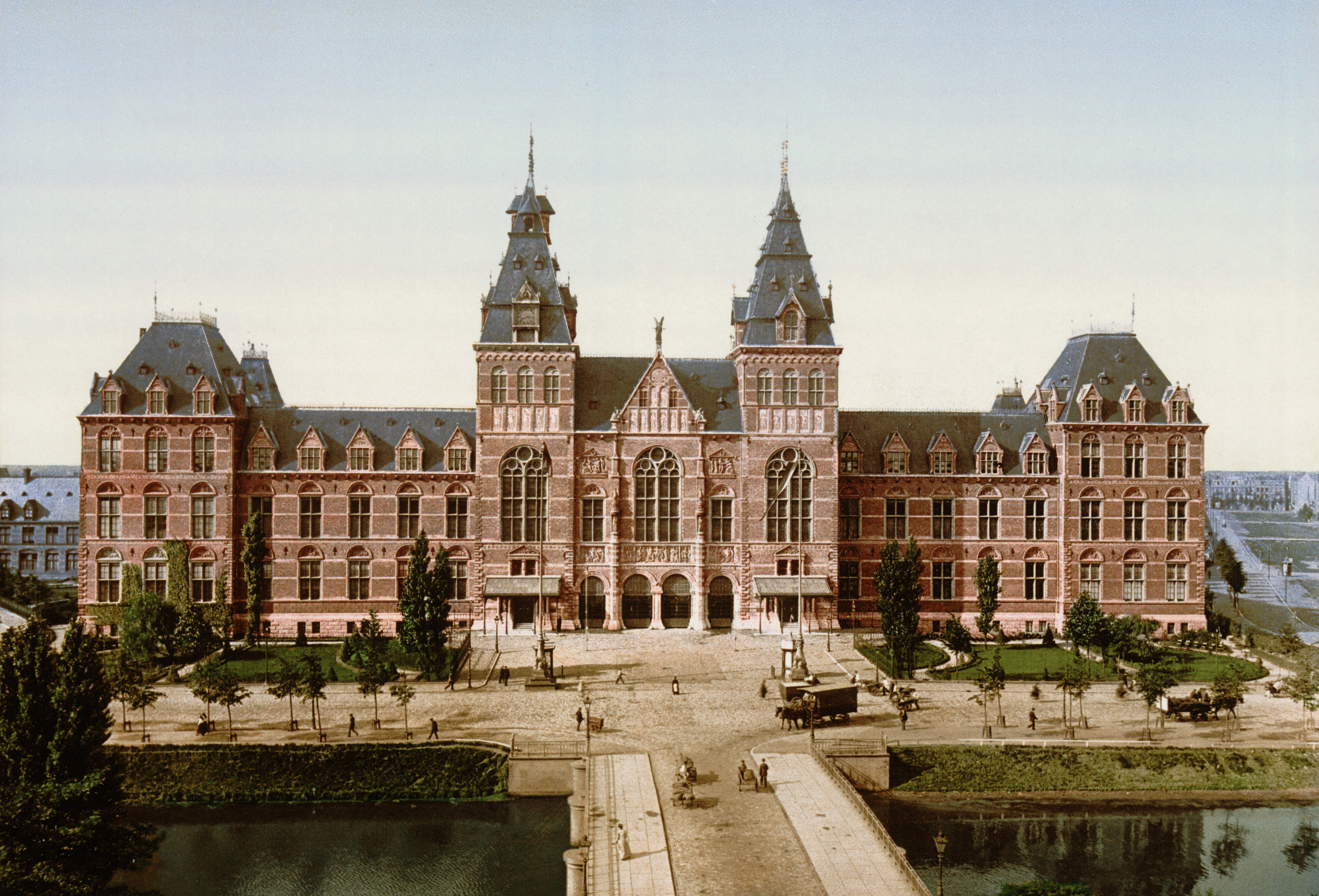
Рейксмузей, Амстердам (1876—85), світлина бл. 1895 року

Ще до середини XIX століття в Нідерландах будували переважно за французькими (здебільшого класицизм) зразками, надалі почало з'являлись  чимало еклектичних будівель, але саме нідерландська неоготика, доповнена неоренесансними деталями, у виконанні провідних зодчих країни розуміється як нідерландський національний архітектурний стиль.
У цей період (2-а половина XIX ст.), зокрема, «стовпами» нідерландської архітектури, що спроектували й збудували яскраві споруди, були Адольф Леонард ван Гендт (Концертгебау, (1883—88), нова будівля Міського театру, 1894, обидва — Амстердам) і Пітер Кейперс (Рейксмузей, 1876—85; Центральний вокзал, 1881—89 у Амстердамі). Останній, будучи головною фігурою архітектурного історизму в Нідерландах, також здійснив колосальний вплив у галузі вивчення і дослідження, реставрації, реконструкції, а подеколи і перебудові культових споруд у Нідерландах, нерідко будував нові неоготичні церкви (Собор св. Йозефа, Гронінген, 1886).
Без розуміння архітектури Нідерландів XIX століття важко зрозуміти той справжній нідерландський архітектурний «бум», який відбувався у 1910—1930-х роках, бо, наприклад педагогом функціоналіста Я. Ауда був той самий традиціоналіст Пітер Кейперс, а в бюро його небожа Едуарда оформилось ядро Амстердамської архітектурної школи.

## від 1900 до тепер: модернізм і постмодернізм
У ХХ столітті голландські архітектори відіграли провідну роль у розвитку сучасної архітектури. Вже на початку століття основи раціоналістичного погляду на зведення різнофункціональних приміщень закріпив Гендрік Берлаге (Гаазький муніципальний музей).

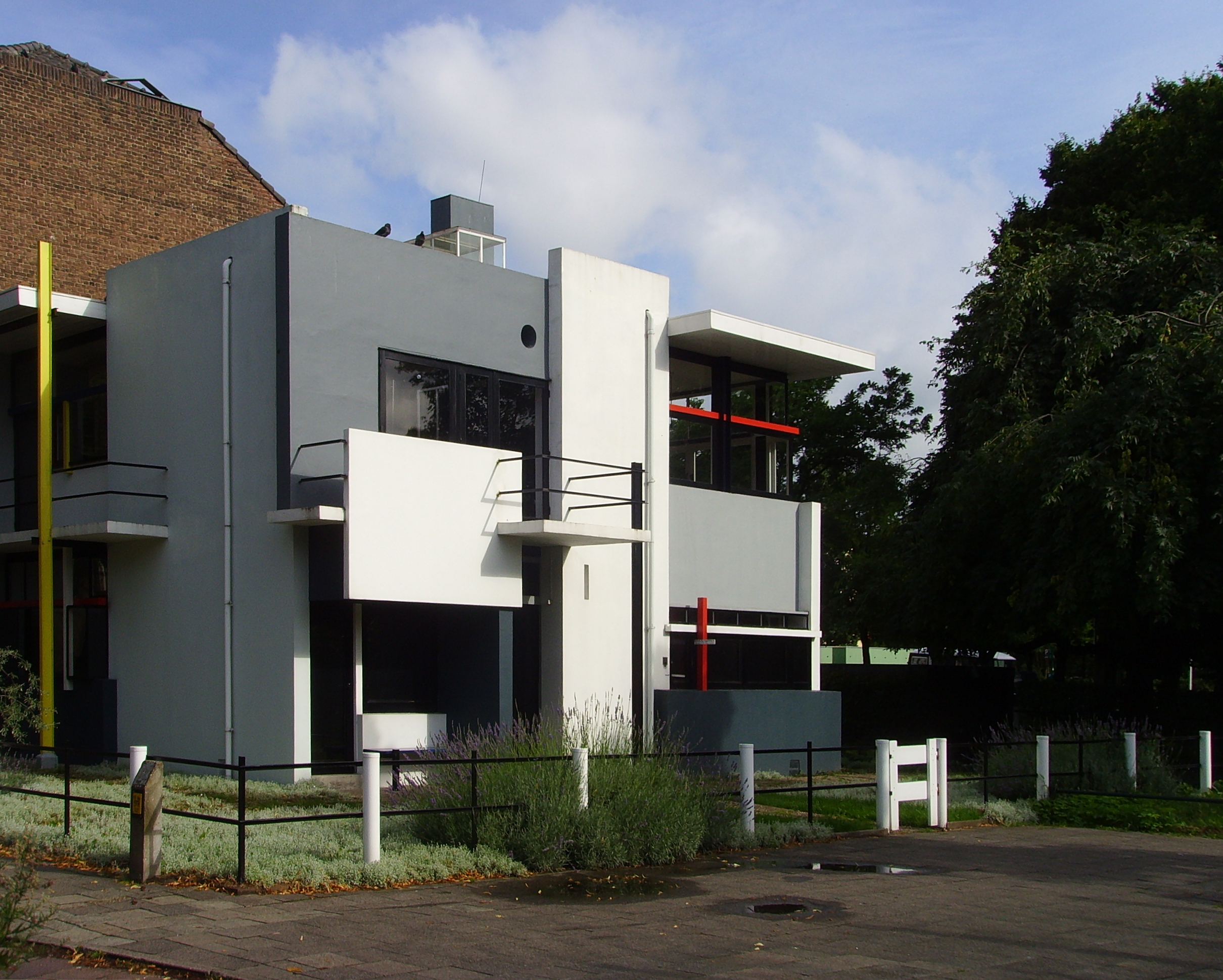
Будинок Шредер, Утрехт, 1924 (Г. Рітвельд)

У 1920—1930-х роках у Нідерландах архітектура стала одним з видів мистецтва, що розвивався найдинамічніше. У країні виникла низка артгруп, що просували свої погляди на розвиток мистецтва, зокрема і архітектури.
Так, архітектори-експресіоністи Мішель де Клерк і Піт Крамер були тісно пов'язані з «Амстердамською школою». Інша група складалася з більш функціоналістських архітекторів («Нові будівлі» / Nieuwe Bouwen) — Март Стам (Mart Stam), Лендерт ван дер Флюгт (Leendert van der Vlugt) і Йоганнес Дейкер (Johannes Duiker). Яскравим провідником раціоналізму в архітектурі Нідерландів був також Й. А. Брінкман (завод Неллефабрік, Роттердам, 1931).
Визначним явищем у нідерландському мистецтві стала діяльність членів артгрупи «Стиль», які почавши з розробки власного стилю неопластицизм, зрештою примкнули до функціоналізму — Герріт Рітвельд (Будинок Шредер, Утрехт, 1924) і Якобус Ауд, який був головним архітектором Роттердама, де побудував низку житлових комплексів і концептуальні будинки. 

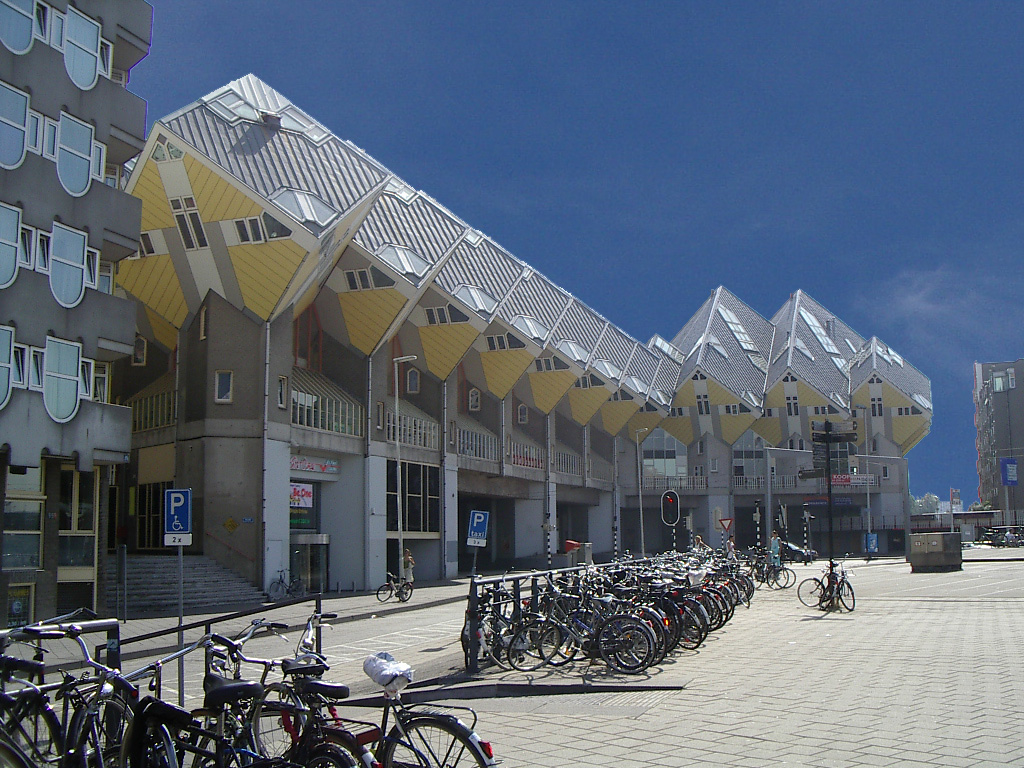
Кубічні будинки, Роттердам (1984)

Друга світова війна і подальше відновлення забезпечили саме Роттердаму варту подивування різноманітність стилів. Сучасний архітектурний стиль у місті широко представлений численними хмарочосами (найвищим є вежа Маас, 164,75 м), всесвітньо відомими «Кубічними будинками» (1984, арх. Піт Блом), бізнес-спорудами (штаб-квартира «Unilever NL», «Де Брюге»), а також емблемою міста — мостом Еразма.
По війні, у 1950—60-х роках нове покоління нідерландських архітекторів А. ван Ейк (Aldo van Eyck), Я. Б. Барема та Г. Герцбергер (Herman Hertzberger; Міністерство громадських справ і зайнятості, Гаага), відоме як «Форум покоління» (Forum generation, за назвою програмного часопису), забезпечило інтернаціоналізацію голландської архітектури.
Від 1960—70-х років архітектура Нідерландів тісно пов'язана з дизайном (аеропорт Схіпгол у Амстердамі, 1963—67, арх. М. Ф. Дейнтьєр).

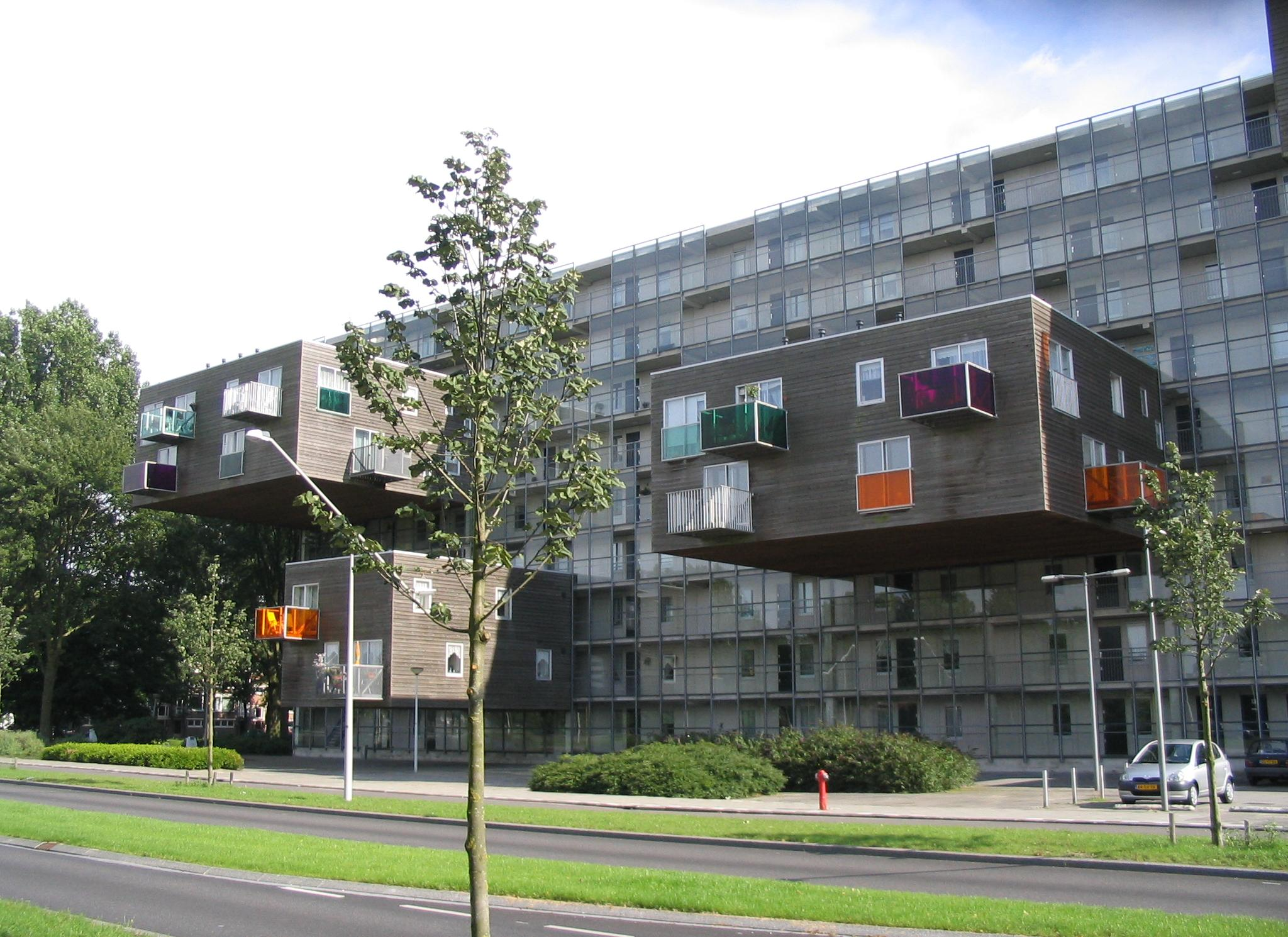
Будинок WoZoCo (MVRDV), Амстердам

Починаючи від 1980-х і до тепер Рем Колхас та його архітектурне бюро (Office for Metropolitan Architecture (OMA)) є провідною силою у світовій архітектурі, під егідою якої формується нова, постмодерністська генерації нідерландських архітекторів.
Сучасна архітектура в Нідерландах характеризується різноманіттям форм, практичністю, екологічною спрямованістю і оригінальністю — це особливо стосується окремих проектів. Молодим архітекторам надається можливість експериментування при будівництві та розширенні міст. Держава робить свій вплив на архітектуру, виступаючи в ролі замовника. Новітніми прикладами є модерністська будівлю Міністерства житлового забезпечення, планування простору та охорони навколишнього середовища (архітектор Хоохстад/Hoogstad) і постмодерністська будівля Міністерства охорони здоров'я, добробуту та спорту (архітектори Хравес/Graves) і Сутерс/Soeters). До найсучасніших робіт голландських архітекторів також належать проекти архітектурного бюро MVRDV — назва утворена від ініціалів творців компанії: Віні Мааса (*1959), Якоба ван Рейса (Jacob van Rijs, *1964) і Наталі де Вріс Nathalie de Vries, *1965), що втілює свої ідеї по всьому світу і відрізняється оригінальним підходом, який уже вплинув на сучасну архітектуру в цілому.